# Piazza di Spagna

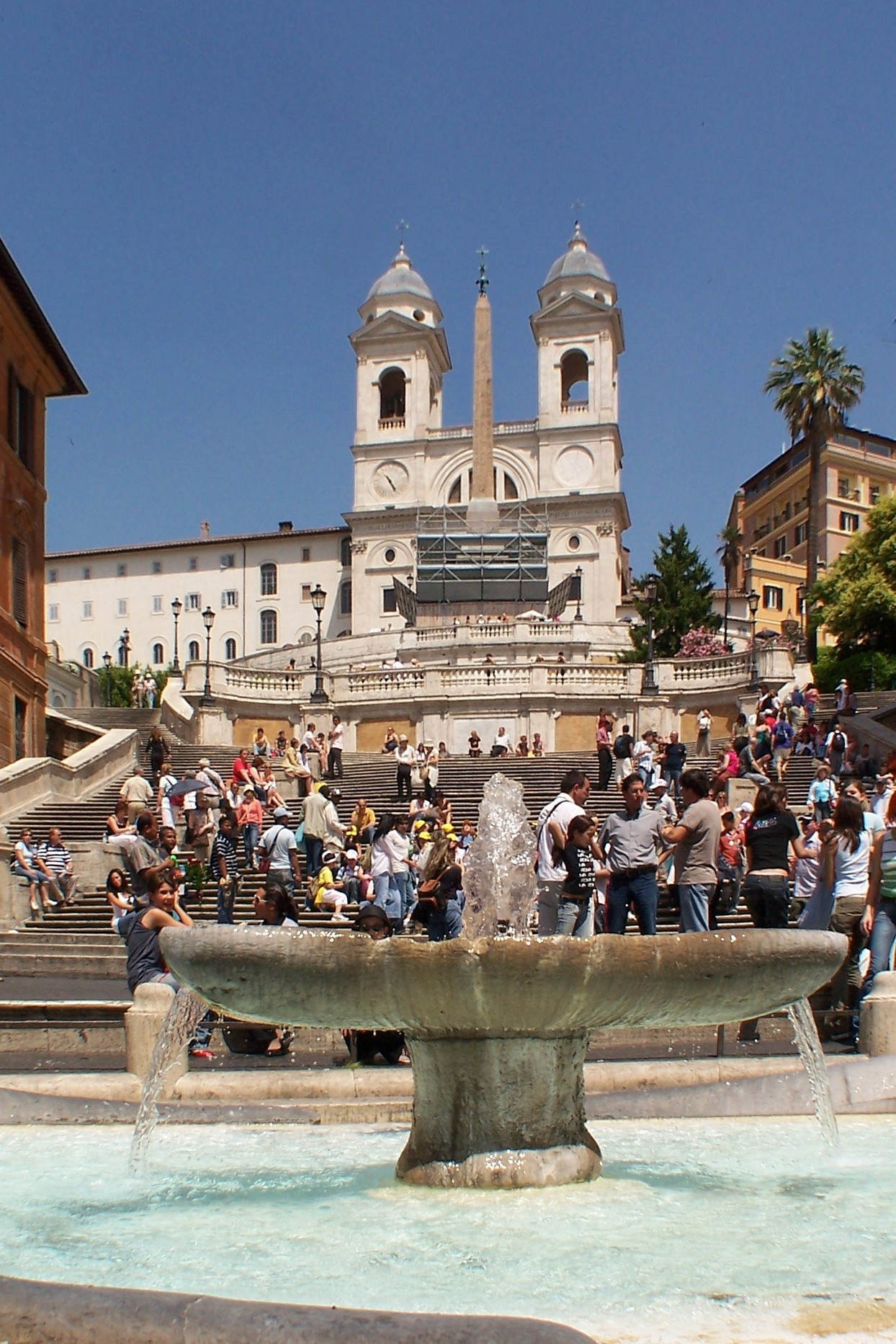
Španělské schody

Piazza di Spagna (česky Španělské náměstí) je římské náměstí. Své jméno získalo podle španělského vyslanectví u Svatého stolce, které zde sídlilo. Původně se tak jmenovala pouze jižní část náměstí, severní nesla název Piazza di Francia.

## Památky
Mezi historické památky na tomto místě patří Španělské schody od Francesca de Sanctis a Fontana della Barcaccia od Pietra Berniniho. Nad schody stojí kostel Trinità dei Monti z počátku 16. století. V jižní části byl roku 1856 postaven sloup Neposkvrněného početí Panny Marie. Sloup pochází z antické doby, byl nalezen při výkopech roku 1777. Je zdoben sochou Panny Marie na vrcholu a čtyřmi sochami proroků.